# Krk

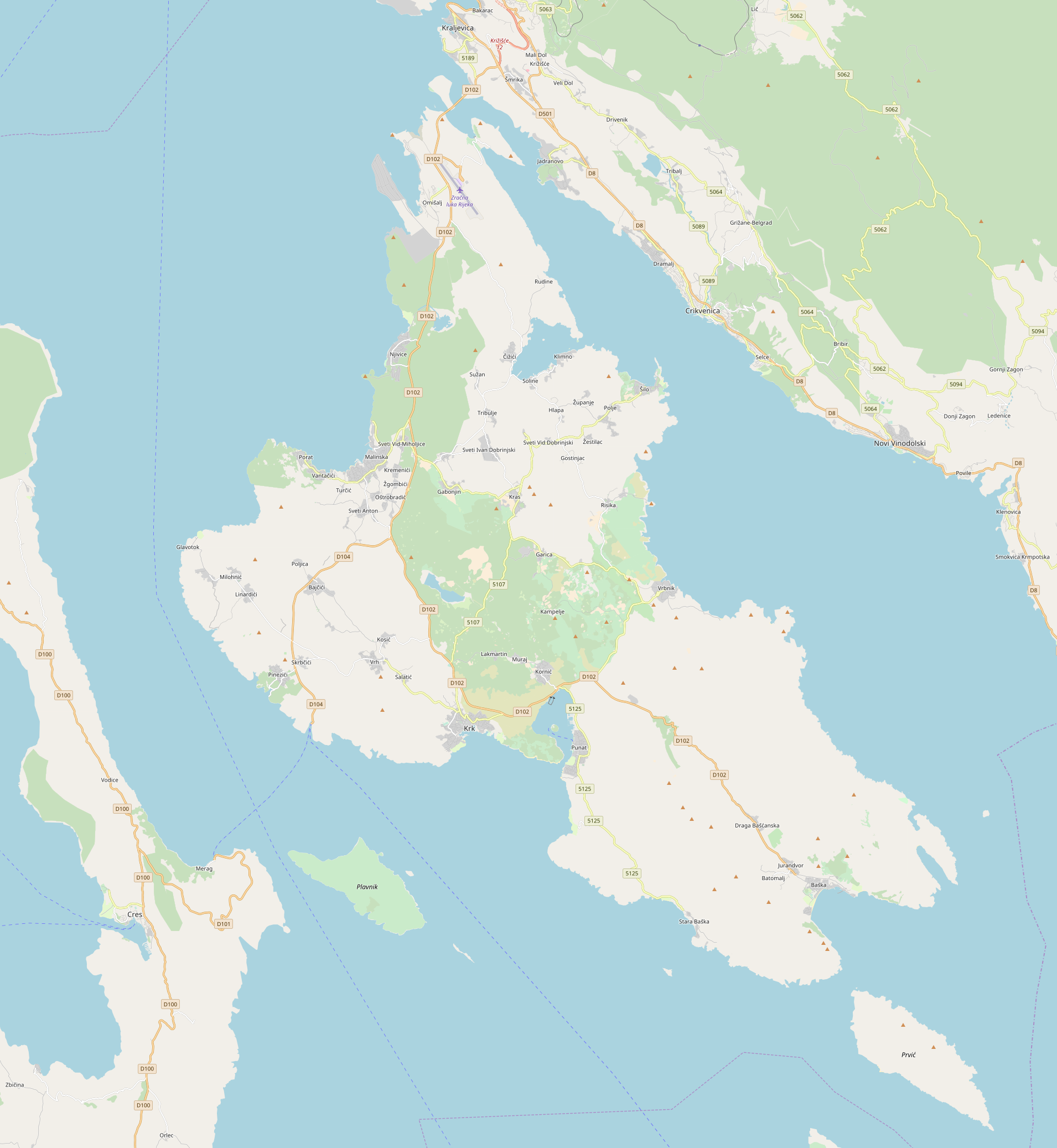
Mapa de l'illa de Krk

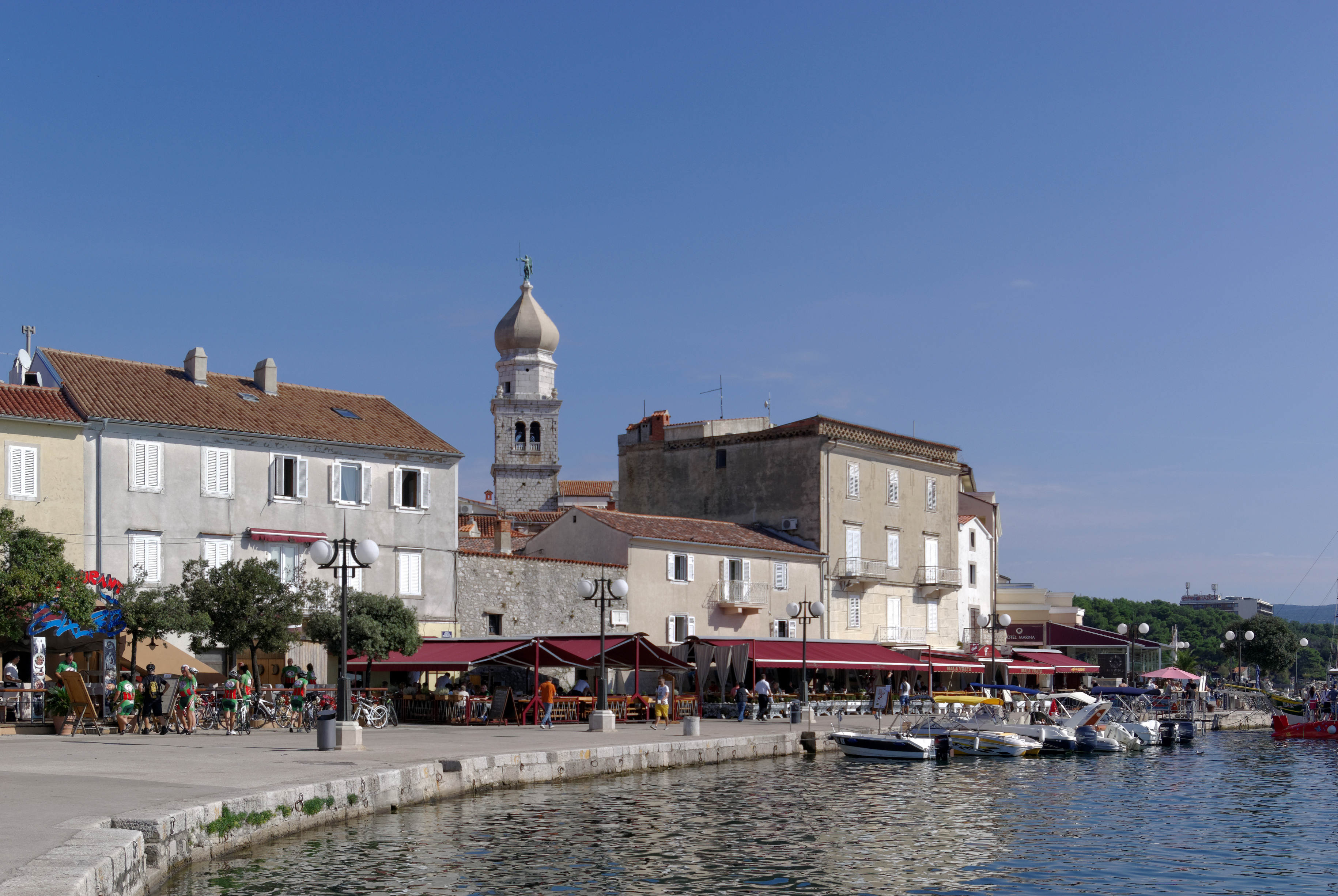
Vista de la ciutat de Krk

Krk (pronunciat [kr̩̂k]; en italià: Veglia, alemany: Vegl, llatí: Curicta) és una illa croata del nord del mar Adriàtic, a prop de Rijeka, a la badia de Kvarner i part del comtat de Primorje-Gorski Kotar.
Krk és, juntament amb Cres, l'illa més gran de l'Adriàtic, amb una superfície de 405,78 km². També és l'illa més poblada, amb nombroses ciutats i pobles, amb un total de 19,383 habitants (2011). Tot i recents investigacions que situen Cres com a l'illa més gran de Croàcia, les dades oficials més recents mostren que són de la mateixa mida.

## Economia i infraestructura
Krk es troba bastant a prop de la part continental i s'hi arriba mitjançant un pont de formigó, de dos arcs, de 1.430 metres construït el 1980. Aquest és un dels ponts de formigó més llargs del món. Degut a la proximitat amb la ciutat de Rijeka, Omišalj també té l'Aeroport de Rijeka, i el Port, així com una refineria de petroli (relacionada amb les instal·lacions portuàries cisterna Rijeka). Un monestir es troba a la petita illa de Košljun en una badia a la costa de Krk.
Krk és un popular destí turístic a causa de la situació i la proximitat a Eslovènia, el sud d'Alemanya, Àustria i el nord d'Itàlia. Des de l'esfondrament del bloc oriental comunista, molts turistes han vingut des d'Hongria, Romania i altres països de l'antic bloc de l'Est.

## Cultura i religió
Krk ha estat històricament un centre de la cultura croata. Diversa literatura en alfabet glagolític va ser creada i en part conservada a Krk (en particular, l'Estela de Baška, el text més antic conservat en croat).
Les muralles de la ciutat de Krk no van poder suportar els atacs dels àvars (segle vii), però a diferència de Salona, Scardona i Aeona, la vida a Krk va tornar ràpidament a la normalitat. Els croats van penetrar a la ciutat en diverses ocasions. Van conservar molts dels noms romans que hi van trobar i, per tant, es diu que Krk té un "dialecte mosaic". Després del Pax Nicephori (812), tota l’illa va ser cedida a l'Imperi Romà d'Orient i es va governar d’acord amb les normes d’aquest Imperi. Durant el regnat de l'emperador Constantí Porfirogenit (segle X), Krk era conegut com a Vekla, de la qual la variant romanitzada, també utilitzada pels venecians, era Veglia.
Els venecians van conquerir la ciutat per primera vegada el 1001 i, a partir de llavors, la història de Krk va estar estretament lligada a la història de la República de Venècia durant set segles. Durant el regnat de Pere Krešimir IV els governants croats van recuperar el seu poder, però els venecians van prendre Krk per segona vegada el 1118.
Es va convertir en part del regne de SHS (1918-1929) més tard Iugoslàvia, després de la Primera Guerra Mundial, el 1920. Després d'aquesta data, el poble de Veglia / Krk era l'únic municipi predominantment de llengua italiana a Iugoslàvia. Després de la Segona Guerra Mundial, la majoria dels italians va marxar.

## Ciutats
Els municipis i assentaments més grans a Krk són:
- La ciutat epònima de Krk, amb 19,383 persones (2011)
- Omišalj (italià: Castelmuschio; alemany: Moschau): 2.998 persones
- Malinska-Dubašnica - Malinska, la capital del municipi (en italià: Malinsca; alemany: Durischal): 2.726 persones
- Punat (en italià: Ponte; alemany: Sankt Maria): 1.876 persones
- Dobrinja (en italià: Dobrigno; alemany: Dobrauen): 1.970 persones
- Baška (italià: Bescós; alemany: Weschke): 1.554 persones
- Vrbnik (en italià: Revetlles; alemany: Vörbnick): 1.245 persones

Boachen - Gabonjin Krassitz - Krašica Sankt Anton - Sankt Anton Foska - Pinezići Sankt Maria - Glavotok Sankt Niklas - Valbiska Sniewitz - Njivice

## Fills il·lustres
- Hugo Tomicich (1879-[...?]) compositor i musicògraf.

## Altres
- L'illa de ficció Everon del vídeo joc "Operation Flashpoint: Cold War Crisi" es basa en Krk.
- El paral·lel 45 nord, passa per l'illa de Krk, fent que l'illa de Krk quedi a mig camí entre l'equador i el Pol Nord. La cruïlla del paral·lel 45 està marcat amb un pal indicador.